# IT Близнецов
IT Близнецов (лат. IT Geminorum) — одиночная переменная звезда в созвездии Близнецов на расстоянии (вычисленном из значения параллакса) приблизительно 11 723 световых лет (около 3 595 парсек) от Солнца. Видимая звёздная величина звезды — от +14,5m до +11,5m.

## Характеристики
IT Близнецов — красный гигант, углеродная пульсирующая переменная звезда, мирида (M) спектрального класса C(R). Радиус — около 115,57 солнечных, светимость — около 2191,467 солнечных. Эффективная температура — около 3674 К.